# Radical chic
Radical chic è una parola d'autore con cui, nella pubblicistica di costume, si designa uno stile di vita e un modo di vestirsi e comportarsi. 
L'espressione (un misto di inglese e francese) è utilizzata per definire gli appartenenti alla borghesia medio-alta o al mondo della cultura e dello spettacolo che - per seguire la moda, per  esibizionismo, per ricerca di consenso o per inconfessati interessi personali - ostentano idee e tendenze politiche affini alla sinistra radicale.
Nella sua declinazione polemica, è utilizzata per contestare una posizione ideale in base all'appartenenza sociale del suo sostenitore: gli si contesta non l'idea della giustizia sociale propugnata, ma il dissociarsi dal suo vero ceto di appartenenza senza per questo rinunciare al proprio elevato tenore di vita.

## Onomaturgia
La locuzione radical chic fu coniata nel 1970 da Tom Wolfe, scrittore e giornalista statunitense, nell'occasione dell'ampio resoconto che pubblicò su una serata in casa Bernstein, in cui si descrivevano con toni molto critici gli invitati, tutti appartenenti all'alta società newyorchese. 
Il 14 gennaio 1970 Felicia Montealegre, moglie del celebre compositore e direttore d'orchestra Leonard Bernstein, organizzò un ricevimento di vip e artisti per raccogliere fondi a favore del gruppo rivoluzionario marxista-leninista Pantere Nere (alcuni membri delle Pantere Nere furono invitati al ricevimento). Il party si tenne a casa dei Bernstein, un attico di tredici camere su Park Avenue (un ampio viale di Manhattan). Tom Wolfe scrisse in proposito un articolo di ventinove pagine pubblicato sulla rivista New York Magazine dell'8 giugno 1970, che uscì con un'immagine di copertina costituita dalla fotografia di tre donne bianche, vestite in abiti da sera, che salutavano col caratteristico braccio alzato e pugno chiuso con guanto nero, che costituiva il gesto di protesta delle Pantere Nere.
In Italia l'espressione fu impiegata per la prima volta il 18 novembre 1971 nella rubrica di Lietta Tornabuoni Brevi incontri, sul quotidiano La Stampa. Indro Montanelli riprese il neologismo nella celebre Lettera a Camilla del 1972, in forte polemica con la giornalista Camilla Cederna, individuata come ideale rappresentante dell'italico «magma radical-chic», accusato di favorire l'ideologia della lotta armata degli anni di piombo.

## Metonimia
Ancor prima dell'adozione del neologismo, l'argomento della frivolezza sociale - con cui l'ideologia di sinistra era sfoggiata da certa borghesia ricca e pseudo-intellettuale lombarda - è stato affrontato da Montanelli in vari scritti: ne diede un ritratto tragicomico nella pièce teatrale Viva la dinamite!, del 1960.
Successivamente, la polemica ha esteso l'utilizzo in senso più ampio, fino a comprendere nella definizione di radical chic anche:
- l'ostentato disprezzo del denaro o il rifiuto di occuparsene in prima persona quasi fosse tabù, pur godendo di uno stile di vita che indica un'abbondante disponibilità finanziaria o è improntato al procacciamento di consistenti guadagni; il pauperismo delle persone agiate, cioè, sollecita l'accusa di doppio standard quando c'è chi svolge attività che, osservate in altri, sarebbero da lui stesso definite in modo sprezzante come volgarmente lucrative;
- la convinzione di una presunta superiorità culturale e/o morale sugli altri, che spesso si traduce nell’ostentata esibizione di una cultura "elevata";
- la ricercata trasandatezza nel vestire; talora, anche la ricercatezza nell'ambito di scelte gastronomiche e turistiche particolari; più in generale, l'imitazione superficiale di atteggiamenti che erano propri di certi artisti controcorrente e che, ridotti a mera apparenza, perdono qualsiasi sostanza, denotando solo snobismo.

Dal 2008 è attestato in Italia anche il neologismo d'importazione sinistra al caviale, calco del francese gauche caviar.

## Appellativi analoghi in Paesi diversi dall'Italia
- Brasile: Esquerda caviar ("sinistra al caviale", termine che accosta lo schieramento politico al caviale, alimento di lusso per eccellenza); Esquerda festiva ("sinistra festaiola", termine che accosta lo schieramento politico alla feste intese come eventi consumistici); Esquerda Ballantine ("sinistra al Ballantine's", termine che accosta lo schieramento politico al nome di un Whiskey di pregio); Socialista de iPhone ("socialisti con l'iPhone")
- Bosnia ed Erzegovina: Čova-buraz raja[11]
- Cile: Red set (Calco sulla locuzione jet set, con il termine red, cioè "rosso", colore della sinistra)
- Francia: Gauche caviar ("sinistra al caviale") o Bourgeois-bohème (abbreviato in Bo-bo, che associa la condizione sociale borghese all'atteggiamento bohémien)
- Germania: Salonkommunist ("comunista da salotto") o Salonbolschewist ("bolscevico da salotto")[12] oppure ancora viene usato Toskana-Fraktion[13] (dove Fraktion significa "gruppo parlamentare"), per stigmatizzare la diffusa frequentazione di luoghi di villeggiatura in Toscana da parte di politici e intellettuali di sinistra
- Grecia: Αριστερά του σαλονιού (Aristerà tu saloniù, ovvero "sinistra da salotto")
- Irlanda: Smoked salmon socialist ("sinistra al salmone affumicato", termine che accosta lo schieramento al "salmone affumicato", in quanto piatto raffinato)
- Norvegia: Radikal eleganse ("eleganza radicale", termine che accosta lo schieramento all'abbigliamento dei Radical Chic)
- Portogallo: Esquerda caviar ("sinistra al caviale")
- Regno Unito: Champagne socialist ("socialista allo champagne", termine che accosta lo schieramento politico allo Champagne, bevanda di lusso per eccellenza); vi sono anche delle varianti più specifiche di questa locuzione, costruite con i nomi di famose marche di champagne, come Chardonnay socialist ("socialista allo Chardonnay") e Bollinger Bolshevik ("bolscevico al Bollinger")
- Spagna: Izquierda caviar ("sinistra al caviale") o Burgueses bohemios ("borghesi-bohémiens")
- Stati Uniti: Radical chic oppure Limousine liberal (termine che accosta la tendenza politica liberal alla limousine, autovettura di lusso per eccellenza)
- Svezia: Champagnevänster ("sinistra allo champagne") o Rödvinsvänster ("sinistra al vino rosso", termine che accosta lo schieramento al vino rosso, in quanto bevanda raffinata)